# Villa Charcas
Villa Charcas ist eine Ortschaft im Departamento Chuquisaca im südamerikanischen Anden-Staat Bolivien.

## Lage im Nahraum
Villa Charcas ist der zentrale Ort des neu geschaffenen Municipios Villa Charcas in der Provinz Nor Cinti und liegt auf einer Höhe von 2954 m in unmittelbarer Nähe des Beckens von Culpina, einem abflusslosen Becken mit dem Salzsees Salar de Culpina im südwestlichen Teil. Das Municipio Villa Charcas hat sich im Jahre 2009 nach internen Streitigkeiten mit Incahuasi vom damaligen Municipio Incahuasi getrennt. Villa Charcas liegt am Zusammenfluss des Río Villa Charcas und des Río Terrado zum Río Inca Huasi. Südlich von Villa Charcas mündet der Río Inca Huasi nach 39 Kilometern in den Río Pilaya, einem rechten Nebenfluss des Río Pilcomayo.

## Geographie
Villa Charcas und Culpina liegen in der Bergregion der Cordillera de Tajsara o Tarachaca im semi-ariden Übergangsgebiet zwischen den semi-humiden Bergwäldern der östlichen Gebirgsketten Boliviens und dem ariden Altiplano.
Die jährlichen Niederschläge schwanken zwischen 350 und 550 mm und treten vor allem in den Monaten von November bis März auf; die Wintermonate Mai bis August sind weitgehend niederschlagsfrei (siehe Klimadiagramm Culpina). Die Monatsdurchschnittstemperaturen liegen in dem Becken zwischen knapp 20 °C im Dezember und 5 bis 8 °C im Juni/Juli.

## Bevölkerung
Die Einwohnerzahl von Villa Charcas ist in den vergangenen beiden Jahrzehnten auf mehr als das Doppelte angestiegen:
| Jahr | Einwohner | Quelle       |
| ---- | --------- | ------------ |
| 1992 | 576       | Volkszählung |
| 2001 | 950       | Volkszählung |
| 2012 | 1330      | Volkszählung |
| 2024 |           | Volkszählung |

## Verkehrslage
Villa Charcas liegt in einer Entfernung von 439 Straßenkilometern südlich von Sucre, der Hauptstadt des Departamentos.
Von Sucre aus führt die asphaltierte Nationalstraße Ruta 5 in südwestlicher Richtung nach Potosí, der Hauptstadt des im Westen angrenzenden Departamentos. Von hier aus führt nach Süden die Ruta 1, die auf den ersten 37 Kilometern bis Cuchu Ingenio noch asphaltiert ist. Nach weiteren 146 Kilometern erreicht die Ruta 1 die Stadt Camargo. Noch einmal 19 Kilometer südlich von Camargo zweigt eine unbefestigte Landstraße in östlicher Richtung ab, überquert den Río Camblaya und überwindet auf den folgenden 47 Kilometern bis Culpina einen Höhenunterschied von 600 Metern. Östlich von Culpina zweigt dann eine Straße nach Nordosten ab und erreicht nach weiteren 21 Kilometern vorbei an Incahuasi die Gemeinde Villa Charcas.